# Валериан I
Пу́блий Лици́ний Валериа́н (лат. Publius Licinius Valerianus, в историографии — Валериан I; ок. 199 — 260-е, Персия) — римский император в 253 — 260 годах. Единственный из императоров Рима, попавший в иностранный плен (к сасанидскому шахиншаху Шапуру I во время битвы при Эдессе) и умерший в плену.

## Биография

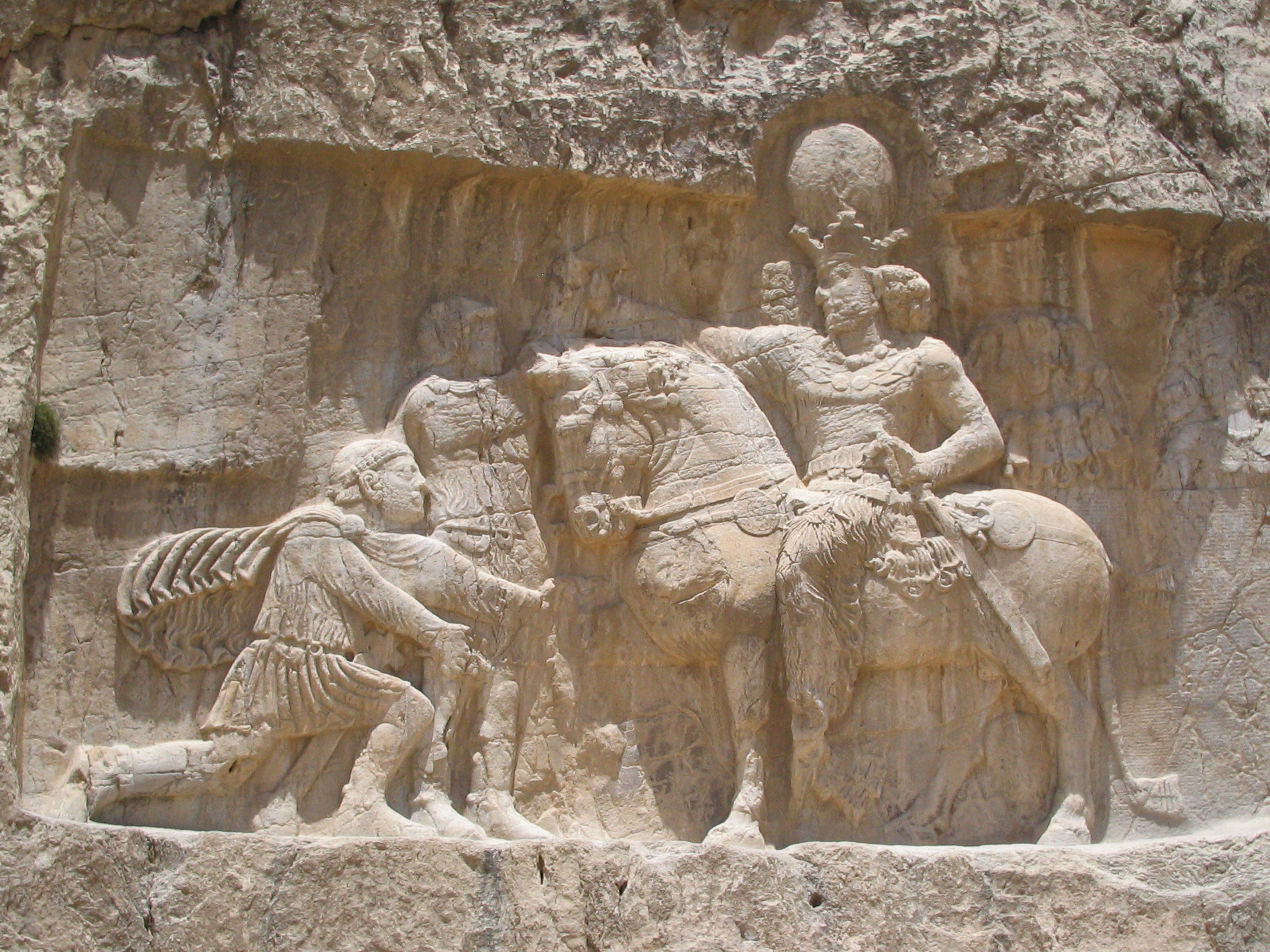
Персидский царь Шапур I празднует триумф над Валерианом, рельеф в Накше-Рустам

### Жизнь до прихода к власти
В отличие от многих своих предшественников Валериан был римлянином знатного рода. Женат он был на знатной римлянке Мариниане, родившей ему сына Галлиена. После смерти или развода с Маринианой, он женился на Корнелии Галлонии, которая родила сына Лициния Валериана. Возвысился при императоре Александре Севере, в 238 году был принцепсом сената; потом, при императоре Деции, когда временно было восстановлено цензорство, император предлагал ему стать цензором, но он отказался.

### Путь к власти
В 253 году Валериан был призван императором Требонианом Галлом на помощь против Эмилиана, восставшего в Мёзии с целью низвергнуть Галла. Однако легионы Валериана, в свою очередь, провозгласили императором своего полководца. Когда Галл и Эмилиан были убиты своими солдатами, Валериан был признан в императорском сане всеми римскими легионами (осень 253 года); ему тогда было 63 года. Своего сына Галлиена Валериан назначил соправителем.

### Правление
За время своего правления Валериан трижды был консулом: в 254, 255 и 257 годах.
Неурядица внутренняя и внешняя достигла своего апогея: в стране свирепствовала киприанова чума, которая уносила до 5000 жителей в день; пограничные области Италии опустошались алеманнами; в Галлию вторглись франки, но римские гарнизоны почти деградировали; в Дакии, Мёзии и Малой Азии хозяйничали готы; восточные провинции с 254 года подвергались нападениям персидского царя Шапура I.
Различные полководцы, посылавшиеся против всех этих врагов, пользуясь царившей смутой, провозглашали себя императорами (Ингенуй в Мёзии, Постум в Галлии и другие), это продолжалось до смерти императора Клавдия, но хотя Валериан был, бесспорно, выдающимся полководцем и весьма способным правителем, однако выйти из чрезвычайно затруднительного положения, в котором в то время находилась Римская империя, не по силам оказалось и ему.

### Притеснение христиан
Во время войны с персами Валериан пишет два письма сенату с требованием предпринять жесткие шаги против христиан. В первом письме от 257 года Валериан требует, чтобы христианское духовенство приносило жертвы римским богам либо было изгнано. Второе письмо от 258 года приказывало казнить христианских лидеров (римских пап Сикста II и Стефана I, а также дьякона Лаврентия). Также христианские сенаторы и эквиты были обязаны поклоняться римским богам, либо лишиться своих званий и имущества, а дальнейший отказ от жертвоприношения мог привести к смертной казни.
Эти письма свидетельствуют, что к этому времени христиане занимали высокопоставленные должности в империи.
В 257 году был казнен Прудент Нарбоннский. В 258 году были казнены лидеры христианского движения в империи — 6 августа 258 года казнен римский папа Сикст II, 9 августа 258 года — Роман мученик, 10 августа 258 года — дьякон Лаврентий, 14 сентября 258 года — Киприан Карфагенский (в честь него названа киприанская чума, поскольку первым её подробно описал именно он), а также 25 декабря 258 года — Евгения Римская и её рабы — святые Прот и Иакинф. Также в 258 году были казнены Дионисий Парижский, Понтий из Симьеза (ныне часть Ниццы).
В 259 году был казнён святой Патролкус из Труа и Фруктуоз Таррагонский.

### Пленение и смерть
Валериан попал в плен к персам во время битвы при Эдессе из-за предательства во время переговоров. Валериан хотел встретиться с Шапуром, чтобы обсудить условия мира, но в итоге попал в плен к персам, которые обращались с ним самым недостойным образом. Евтропий, писавший между 364 и 378 годами н. э., утверждал, что Валериан «попал в плен, состарившись в позорном рабстве у парфян». Сцены триумфа над римлянами и победы над Валерианом запечатлены в скальных рельефах в Накше-Рустам и Накше-Раджаб около Персеполя. На каменных резьбах в Накше-Рустам Валериан изображён держащимся за руки с Шапуром I, что является знаком покорности. 
Раннехристианский автор Лактанций (считающийся яростно антиперсидски настроенным из-за периодических преследований христиан некоторыми сасанидскими монархами) утверждал, что Валериан подвергался жестоким оскорблениям со стороны своих тюремщиков, например, что Шапур I использовал его спину как скамейку, когда садился на лошадь. После длительного унижения таким способом, римский император умер (согласно Лактанцию, Валериан предложил огромный выкуп за своё освобождение, но Шапур влил ему в глотку расплавленное золото, затем приказал снять с несчастного Валериана кожу и, напихав его чучело соломой и навозом, поставить всем на обозрение в персидском храме в Сузах; согласно Аврелию Виктору, Валериан умер от множества ран). Точная дата его смерти неизвестна. Только после поражения Персии в её последней войне с Римом три с половиной столетия спустя останки Валериана были захоронены.
Согласно современному иранско-американскому учёному Тураджу Дарьяи, вопреки рассказу Лактанция, Шапур I отправил Валериана в город Бишапур или Гундишапур, где тот жил в сносных условиях. Шапур использовал оставшихся пленных солдат в инженерных проектах вроде Банд-э Кайсар (плотина Цезаря). По словам раннемусульманского персидского автора Абу Ханифы ад-Динавари, Шапур поселил военнопленных в Гондишапуре и освободил Валериана после строительства Банд-э Кайсара, как и было обещано. 